# واکسن فخرا
واکسن فخرا نام طرح یک واکسن ضد ویروس کووید ۱۹ است که طرح آن توسط وزارت دفاع جمهوری اسلامی ایران شکل گرفت. در انتهای مهرماه اعلام شد که به علت نبود استقبال، تولید این واکسن متوقف می‌شود. اما طرح ادامه یافت و در اواخر دی‌ماه، نخستین محموله واکسن تحویل وزارت بهداشت داده‌شد.
دانشگاه علوم پزشکی ارتش جمهوری اسلامی ایران نیز با وزارت دفاع در ساخت این واکسن همکاری کرده‌است. کارآزمایی این واکسن با تزریق بر روی همسر داریوش رضایی‌نژاد، دانشمند هسته‌ای ایرانی ترور شده، در ۱۹ خرداد ۱۴۰۰ آغاز گردید. برای پیش بردن پروژه این واکسن، ۱۰ میلیون یورو ارز دولتی پرداخت شده‌است.

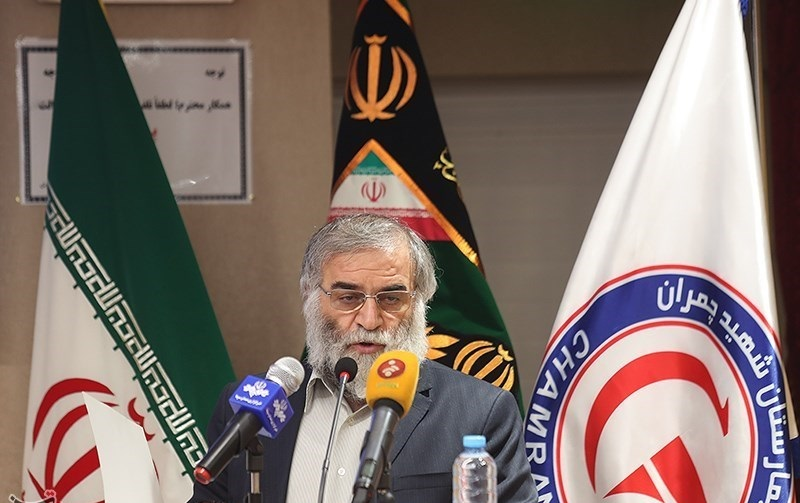
نام این واکسن از نام محسن فخری زاده دانشمند هسته‌ای ایران که توسط موساد ترور شد گرفته شده‌است.